# لورانتید
لورانتید (به انگلیسی: Laurentides) یک منطقهٔ مسکونی در کانادا است که در استان کبک واقع شده‌است. لورانتید  ۵۵۵٬۶۱۴ نفر جمعیت دارد.